# 5ns Japan Record Awards
La gala dels 5ns Japan Record Awards es va celebrar el 27 de desembre de 1963 al saló públic de Hibiya de Tòquio i fou emés en directe per la Tokyo Broadcasting System (TBS) i la seua xarxa de canals afiliats. L'acte començà a les 15:00 hores (hora japonesa). El presentador fou en Takayuki Akutagawa per quarta vegada consecutiva.
En aquesta edició, el Gran Premi del certamen fou per a Michiyo Azusa per la cançó "Konnichiwa Aka-chan" (こんにちは赤ちゃん) per unanimitat del jurat. La mateixa cançó també va guanyar el premi al millor vocalista. Michiyo Azusa fou la primera premiada femenina de la història del certàmen. El premi a l'artista novell va recaure en els cantants Kazuo Funaki i Akemi Misawa.
L'índex d'audiència augmentà en 9,9 punts respecte a l'edició anterior, aconseguit fins al 20,7% d'audiència.

## Premiats
| Gran Premi (大賞) | Premi al millor vocalista (歌唱賞)         |
| --- | ------------------------------------------ |
| - Michiyo Azusa per "Konnichiwa Aka-chan" | - Michiyo Azusa per "Konnichiwa Aka-chan"  |
| Premi a l'artista novell (新人賞) | Premi al millor lletrista (作詩賞)         |
| - Kazuo Funaki per "Gakuen Hiroba" - Kazuo Funaki per "Kōkō San Nen Sei" - Akemi Misawa per "Shima no Blues" - Akemi Misawa per "Watashimo Nagareno Wataridori" | - Toshio Oka per "Kōkō San Nen Sei"        |
| Premi al millor compositor (作曲賞) | Premi al millor arranjador (編曲賞)        |
| - Taku Izumi per "Miagetegoran Yoru no Hoshi wo" | - Hiroshi Miyagawa per "Koi no Vacance"    |
| Premi a la millor planificació (企画賞) | Premi a la cançó infantil (童謡賞)         |
| - Nippon Columbia per "Nippon no Minyō" | - Yoshiko Mari per "Omocha no Cha Cha Cha" |